# Starks leeuwerik
Starks leeuwerik (Spizocorys starki; synoniem: Eremalauda starki) is een zangvogel uit de familie Alaudidae (leeuweriken). De naam van deze vogel verwijst naar de Britse ornitholoog Arthur Stark (1846-1899).

## Verspreiding en leefgebied
Deze soort komt voor van zuidwestelijk Angola tot Namibië, zuidwestelijk Botswana en noordwestelijk Zuid-Afrika.

## Status
De grootte van de populatie is niet gekwantificeerd maar de soort wordt omschreven als algemeen tot plaatselijk zeer talrijk. Op de Rode lijst van de IUCN heeft deze soort de status niet bedreigd.